# Сосьница-Ярославска
Сосьница-Ярославска (пол. Sośnica Jarosławska) — остановочный пункт в селе Сосьница в гмине Радымно, в Подкарпатском воеводстве Польши. Имеет 2 платформы и 2 пути.
Остановочный пункт на ведущей к польско-украинской границе железнодорожной линии Краков-Главный — Медыка.